# Инэнликей, Пётр Иванович
Пётр Иванович Инэнликей (1930—1988) — советский филолог и переводчик, первый чукча — кандидат наук.

## Биография
Родился в 1930 году в тундровом стойбище на острове Айон в Чаунском районе Чукотки. Учился в поселке Певек. В 1946 году Инэнликей поступил в Анадырское педагогическое училище. Потом, как многие его старшие товарищи, - на северное отделение Ленинградского педагогического института имени Герцена. После третьего курса Инэнликей поехал на производственную практику на Чукотку. В 1955 году приступил к работе над первым чукотско-русским словарем. В 1957 году словарь вышел в свет. В том же году Инэнликей поступил в аспирантуру Института языкознания Академии наук СССР. В 1966 году защитил кандидатскую диссертацию на тему «Наречия в чукотском языке», став таким образом первым чукчей — кандидатом наук. Работал в северной редакции Учпедгиза и переводчиком с чукотского языка на русский. Скончался в 1988 году.